# NSU-Watch
NSU-Watch ist ein unabhängiges Watchblog, das die Aufklärungsarbeit zur rechtsextremen Terrorgruppe Nationalsozialistischer Untergrund (NSU) kritisch begleitet und dokumentiert sowie Hintergründe recherchiert. Es nahm seine Arbeit im April 2013 vor Beginn des Münchener NSU-Prozesses auf, wird von einer Gruppe Ehrenamtlicher betrieben und von zivilgesellschaftlichen Initiativen getragen. Angesiedelt ist es beim Antifaschistischen Pressearchiv und Bildungszentrum Berlin (apabiz) und bei der Antifaschistischen Informations-, Dokumentations- und Archivstelle München (a.i.d.a.). Es wurde für seine Arbeit mehrfach ausgezeichnet. Es gibt länderspezifische Untergruppen.

## Entstehung und Unterstützer
Die Initiative zur Gründung im Jahr 2012 ging vom Umstand aus, dass im damals bevorstehenden Strafverfahren gegen Beate Zschäpe als mutmaßliche NSU-Mittäterin sowie vier mutmaßliche Gehilfen kein umfassendes amtliches Protokoll erstellt wird – und damit trotz der großen politischen und historischen Bedeutung eine vollständige Dokumentation für die interessierte Öffentlichkeit und spätere Forscher gefehlt hätte. NSU-Watch nahm zum 2. April 2013, kurz vor Beginn des NSU-Prozesses, seine Arbeit auf, mit dem Ziel, die – auch von behördlichen Informationen – unabhängige Aufklärung zum NSU und seinen Taten voranzutreiben und die Sicht der Betroffenen in den Vordergrund zu rücken. So sollte auch der „Druck für wirksame Interventionen“ zu verstärkter Aufklärung wachsen.
Für NSU-Watch haben sich etwa ein Dutzend antifaschistischer und antirassistischer Gruppen und Einzelpersonen aus ganz Deutschland zusammengeschlossen. Angesiedelt ist das Projekt bei zwei Archiv- und Bildungsorten, dem Berliner apabiz und dem Münchener a.i.d.a. Zu den Unterstützern gehören das antirassistische Bildungsforum Rheinland, das Antifa-Recherche-Team Dresden, das Forschungsnetzwerk Frauen und Rechtsextremismus sowie die Zeitschriften Antifaschistisches Infoblatt, Der Rechte Rand und Lotta.

## Finanzierung und Arbeit
NSU-Watch wird überwiegend von Ehrenamtlichen betrieben und ist ausschließlich spendenfinanziert. Zwei halbe Stellen zur Koordination und Übersetzungen ins Türkische und Englische (Letzteres Ende 2013 wegen der geringen Nachfrage bei hohen Kosten eingestellt) werden bezahlt. Die über zwanzig Mitwirkenden haben keinen juristischen Hintergrund, viele haben aber Erfahrung in Prozessbeobachtung und Kenntnisse zum NSU-Komplex sowie zum Rechtsextremismus allgemein.
Kern der Arbeit ist die Begleitung des NSU-Prozesses vor dem Oberlandesgericht München. An jedem der bisher über 300 Prozesstage war mindestens ein Vertreter von NSU-Watch anwesend, twitterte aus der Gerichtsverhandlung und fertigte jeweils ein ausführliches Protokoll an. Die etwa 40 Seiten langen Mitschriften für den jeweiligen Prozesstag wurden anschließend redaktionell bearbeitet und in jeweils etwa 12-seitigen Dokumenten im Online-Portal frei zugänglich gemacht. Auch die Arbeit vieler parlamentarischer Untersuchungsausschüsse zum NSU dokumentiert NSU-Watch vor Ort, darunter den zweiten NSU-Ausschuss des Bundestages (seit 2015). Im Jahr 2014 gründeten sich zwei regionale Ableger von NSU-Watch, welche die Arbeit der Parlamentarischen Untersuchungsausschüsse der Landtage in Hessen und Nordrhein-Westfalen dokumentieren und kritisch begleiten. 2015 entstanden für Baden-Württemberg und Sachsen weitere Landesprojekte. Zuletzt hat im August 2016 eine regionale Gruppe damit begonnen, den neu eingerichteten Brandenburger Untersuchungsausschuss für NSU-Watch zu begleiten.
Die umfassenden Protokolle haben laut dem Eigenanspruch „in erster Linie dokumentarischen Wert und sollen es anderen Menschen ermöglichen, zum Thema zu arbeiten. Ihr Wert ist die Detailliertheit und die Beschränkung auf Fakten, die sie von der derzeit noch guten Berichterstattung in den Medien unterscheidet und sie einzigartig und unverzichtbar machen.“ Trotzdem könnten „immer mal Details auch hier fehlen …, die sich später als relevant herausstellen“. Auf das Online-Portal wurde im November 2013 laut Eigenangaben 450- bis 700-mal täglich zugegriffen, die Zahl von Abrufen der deutschsprachigen Protokolle lag demnach bei je insgesamt 350 bis 1000 und damit deutlich höher als diejenigen der englischen und türkischen Übersetzungen.
Zudem werden Analysen und Recherchen zum ideologischen und personellen Hintergrund der NSU-Kerngruppe veröffentlicht.

## Rezeption und Auszeichnungen
Die Journalistin Petra Sorge berichtete im April 2013, dass die beteiligten Aktivisten Einschüchterungsversuchen von Neonazis ausgesetzt seien. Sie nannte das Projekt „bundesweit einzigartig“ in seiner Vernetzung verschiedener Initiativen gegen Rechtsextremismus. In ihrer ungewöhnlichen Arbeit als „zivilgesellschaftliche[r] oder forschende[r] Berichterstatter“ würden sie, so Sorge, „ernst genommen“. Laut der Journalistin Astrid Hansen schaffe NSU-Watch „in zäher Kleinarbeit ein Archiv der Zeitgeschichte“, das dem Journalismus die Botschaft mitgebe: „Auch ohne Zeitdruck und Sensationslust kann man große Geschichten erzählen.“ Der Journalist Thomas Moser wies im Juli 2016 auf die Bedeutung hin, die eine umfassende Protokollierung in diesem historischen Verfahren habe – NSU-Watch „schreibt damit Justizgeschichte“. Im November 2016 urteilte die linke Zeitung Jungle World, NSU-Watch habe den Anfang der intensiven Beschäftigung linker Initiativen mit dem NSU-Komplex gemacht, die „inzwischen so groß und heterogen geworden“ sei, dass sie „Bewegungscharakter“ erreicht habe. Die „unermüdliche und akribische Arbeit“ habe NSU-Watch „Anerkennung der Medien und viele Preise“ eingebracht, aber auch „enorme Kapazitäten“ beansprucht.
NSU-Watch erhielt mehrere „bedeutsame“ Auszeichnungen. Im November 2013 wurde ihm der Medienprojektpreis des Otto-Brenner-Preises zugesprochen; die Laudatio hielt Volker Lilienthal. Die Otto-Brenner-Stiftung wies darauf hin, dass NSU-Watch der problematischen Zulassung von Journalisten beim NSU-Prozess durch lückenlose Dokumentation auch für Nicht-Akkreditierte abhelfe; das sei eine „wahrhaft demokratische Dienstleistung“, die „mustergültig“ erbracht werde – mit „radikaler Transparenz und ohne die im klassischen Journalismus unvermeidlichen Verkürzungen“. Lilienthal hob die Ausführlichkeit der Protokolle hervor: „Kein großer Moment geht verloren, kein profaner wird vergessen.“ Einer der beiden Sonderpreise beim Journalist des Jahres wurde NSU-Watch im Februar 2014 verliehen; dessen Arbeit trage „erkennbar Früchte“ und verdiene „Anerkennung und Unterstützung“. Im Mai 2014 wurde NSU-Watch der 1. Preis des Alternativen Medienpreises in der Sparte Internet verliehen, weil das Projekt – „faktenreich und genau“ – Informationen zusammenführe, auch nachdem der Prozess aus den Schlagzeilen geraten sei. Im Oktober 2014 wurde die Initiative mit dem Hans-Frankenthal-Preis der Stiftung Auschwitz-Komitee geehrt, da sie „detailliert“ dokumentiere und umfangreich über Dinge informiere, die in „«großen» Medien kaum oder gar nicht vorkommen“. Im Juni 2017 zeichnete das Bündnis für Demokratie und Toleranz NSU-Watch im Wettbewerb „Aktiv für Demokratie und Toleranz“ aus.
Der hessische SPD-Vorsitzende Thorsten Schäfer-Gümbel warb im Juli 2015 für die Unterstützung von NSU-Watch; das Projekt leiste „einen wichtigen Beitrag zur Information der Öffentlichkeit“. Die Medienwissenschaftlerin Tanja Thomas zählte das Watchblog 2015 zu den Positivbeispielen der Prozessberichterstattung – es gehöre zu „Initiativen, die genauer hinsehen und Öffentlichkeit erzeugen können.“ Für die Politologin Bilgin Ayata hat NSU-Watch den Münchener Prozess „akribisch dokumentiert“. Der Sozialwissenschaftler Samuel Salzborn urteilte 2016, „zivilgesellschaftliche Initiativen, allen voran NSU-Watch,“ hätten „umfangreiches Wissen“ zum Thema NSU „einer öffentlichen Auseinandersetzung zugänglich gemacht“.
2020 wurde NSU-Watch mit dem Grimme Online Award für kontinuierliche Teamleistung geehrt. Zur Begründung heßt es: „‚NSU-Watch‘ lebt herausragend vor, was lebendige, wache und engagierte zivilgesellschaftliche Organisationen mittels des Internets in der Lage sind zu tun: Missstände beständig festhalten und die Öffentlichkeit transparent darüber informieren.“ 2022 erhielt NSU-Watch eine Theodor-Heuss-Medaille der Theodor-Heuss-Stiftung.

## Veröffentlichung
- NSU-Watch (Hrsg.): Aufklären und Einmischen. Der NSU-Komplex und der Münchener Prozess, Neuausgabe mit einem aktualisierten Nachwort, Verbrecher Verlag, Berlin 2023, ISBN 978-3-95732-557-0.